# Sagittalplan
Sagittalplan eller langsgående plan, er en anatomisk opdeling, som opdeler kroppen i højre og venstre dele. Opdelingen kan være i midten af kroppen og opdele det i to halvdele (midt-sagittal) eller væk fra midtlinjen og opdele det i ulige dele (para-sagittal). Det anatomiske udtryk sagittal blev opfundet af Gerard fra Cremona.

## Variationer i terminologi
Eksempler på sagittalplan inkluderer:
- Udtrykkene medianplan eller midt-sagittalplan bruges undertiden til at beskrive det sagittale plan, løber gennem midtlinjen. Dette plan skærer kroppen i halvdele (forudsat bilateral symmetri),[3] passerer gennem midtlinjekonstruktioner såsom navlen og rygsøjlen. Det er en af opdelingerne, som kombineret med umbilicalplanet definerer de fire kvadranter i den menneskelige mave.[4]
- Udtrykket parasagittal bruges til at beskrive ethvert plan parallelt eller ved siden af det sagittale plan.[5] Specifikke navngivne parasagittale plan inkluderer:
  - Midklavikulær linjen krydser gennem clavicula .
  - Laterale sternale og parasterna planer. [6]